# Jóquei

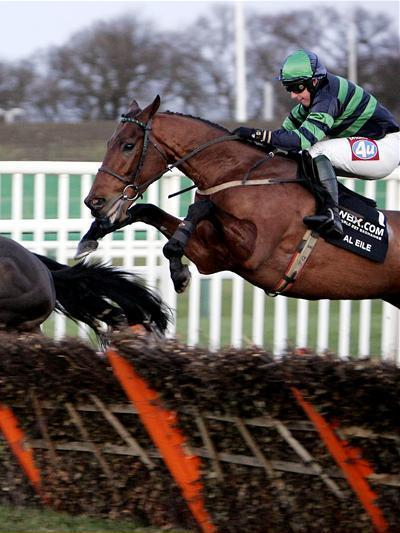
Jóquei durante uma corrida

Jóquei (do inglês: jockey) é um atleta que monta cavalos em corridas de cavalos ou corridas de obstáculos, principalmente como profissão. A palavra também se aplica a pilotos de camelo em corridas de camelo.
No Brasil, Vilmar Nunes, de 77 anos, 63 dos quais como jóquei, é o mais velho ginete brasileiro. Com 1,64 metros de altura e 54 quilos, ele monta no Hipódromo da Tablada (Jockey Club de Pelotas). Irineu Leguisamo e Jorge Ricardo também são dois jóqueis de destaque. Leguisamo montou até os 72 anos e era apelidado de "El Maestro". Já Ricardo bateu em 2007, em Buenos Aires, um recorde mundial — 9 591 vitórias em corridas de cavalo.
Entre as escolas de montaria turfística no país são consagradas as dos "freios", oriundas do Rio Grande do Sul, a qual se assemelha à escola platina, e a dos "bridões", oriundas do Chile. Freio e bridão são duas formas de contenção e comando do cavalo pelo jóquei.

## Jóqueis do Brasil
| Nome                       | Embocadura (apelido) | Origem  | Sistema de contenção (técnica) | Observação                        |
| -------------------------- | -------------------- | ------- | ------------------------------ | --------------------------------- |
| Adail Oliveira             | A. Oliveira          | Brasil  | Freio                          |                                   |
| Albenzio Barrozo           | A. Barrozo           | Brasil  | Bridão                         | Aposentado                        |
| Altair Domingos            | A. Domingos          | Brasil  | Bridão                         | Montando na Argentina             |
| Anai Oliveira              | A.Oliveira           | Brasil  | Freio                          | Falecido                          |
| Anai Oliveira Filho        | A.Oliveira F         | Brasil  | Bridao/Freio                   | Falecido                          |
| Anésio de Oliveira Barbosa | Munheca de Aço       | Brasil  | Bridão                         | Falecido                          |
| Antonio Bolino             | A. Bolino            | Brasil  | Freio                          |                                   |
| Antônio Ricardo            | A. Ricardo           | Brasil  | Freio                          | Falecido                          |
| Aroldo Monteiro dos Reis   | A. Reis              | Brasil  | Freio                          | Falecido                          |
| Augusto Garcia             | A. Garcia            | Brasil  | Freio                          |                                   |
| Bruno Reis                 | B.Reis               | Brasil  | Bridão                         | Hipódromo da Gávea                |
| Clovis Dutra               | C. Dutra             | Brasil  | Freio                          | Treinador                         |
| Dalton Duarte              | D. Duarte            | Brasil  | Bridão                         | Falecido                          |
| Dendico Garcia             | D. Garcia            | Brasil  | Freio                          | Falecido                          |
| Edson Ferreira             | E. Ferreira          | Brasil  | Freio                          | Treinador                         |
| Fausto Durso               | F. Durso             | Brasil  | Bridão                         | Montando em Macau                 |
| Francisco Irigoyen         | F. Irigoyen          | Chile   | Bridão                         |                                   |
| Gabriel Meneses            | G. Meneses           | Chile   | Bridão                         |                                   |
| Ganganeli Cunha            | G. Cunha             | Brasil  | Freio                          | Falecido                          |
| Gonçalino Feijó Almeida    | G.F. Almeida         | Brasil  | Freio                          | Treinador nos USA                 |
| Ivan Quintana              | I. Quintana          | Brasil  | Bridão                         |                                   |
| João Manuel Amorim         | J.M. Amorim          | Brasil  | Freio                          |                                   |
| João Moreira               | J. Moreira           | Brasil  | Bridão                         | Montando em Singapura             |
| Jorge Garcia               | J. Garcia            | Brasil  | Freio                          |                                   |
| Jorge Leme                 | J. Leme              | Brasil  | Bridão                         | Centro de Treinamento             |
| Jorge Ricardo              | J. Ricardo           | Brasil  | Bridão                         | Montando na Argentina e no Brasil |
| José Assis de Queiroz      | J. Queiroz           | Brasil  | Freio                          | Aposentado                        |
| Juan Marchant              | J. Marchant          | Chile   | Bridão                         | Falecido                          |
| Julio Reis                 | J. Reis              | Brasil  | Freio                          |                                   |
| Juvenal Machado Da Silva   | J.M. Silva           | Brasil  | Bridão                         | Aposentado                        |
| Luís Rigoni                | L. Rigoni            | Brasil  | Freio                          | Falecido                          |
| Manoel Silva               | M. Silva             | Brasil  | Bridão                         | Falecido                          |
| Manuel Nunes               | M. Nunes             | Brasil  | Bridão                         | Montando em Macau                 |
| Marcello Cardoso           | M. Cardoso           | Brasil  | Bridão                         | Comissário de Corridas RJ         |
| Marcos Mazine              | M. Mazine            | Brasil  | Bridão                         | H. da Gávea                       |
| Mário Joaquim Rossano      | M. Rossano           | Brasil  | Freio                          |                                   |
| Mário Rossano              | Mário Rossano        | Brasil  | Freio                          | Falecido em 2014, aos 82 anos     |
| Modesto Betancourt         | M. Betancourt        | Uruguai | Freio                          | Falecido                          |
| Nelito Cunha               | N. Cunha             | Brasil  | Bridão                         | Montando em Singapura             |
| Omar Batista               | O. Batista           | Brasil  | Freio                          |                                   |
| Oraci Cardoso              | O. Cardoso           | Brasil  | Freio                          | Falecido                          |
| Oswaldo Ulloa              | O. Ulloa             | Chile   | Bridão                         | Falecido                          |
| Silvio Machado             | S. Machado           | Brasil  | Freio                          |                                   |
| Tiago Josué Pereira        | T.J. Pereira         | Brasil  | Bridão                         | Montando USA                      |
| Waldomiro Blandi           | W. Blandi            | Brasil  | Bridão                         | Montando RJ                       |